# Trae Stephens

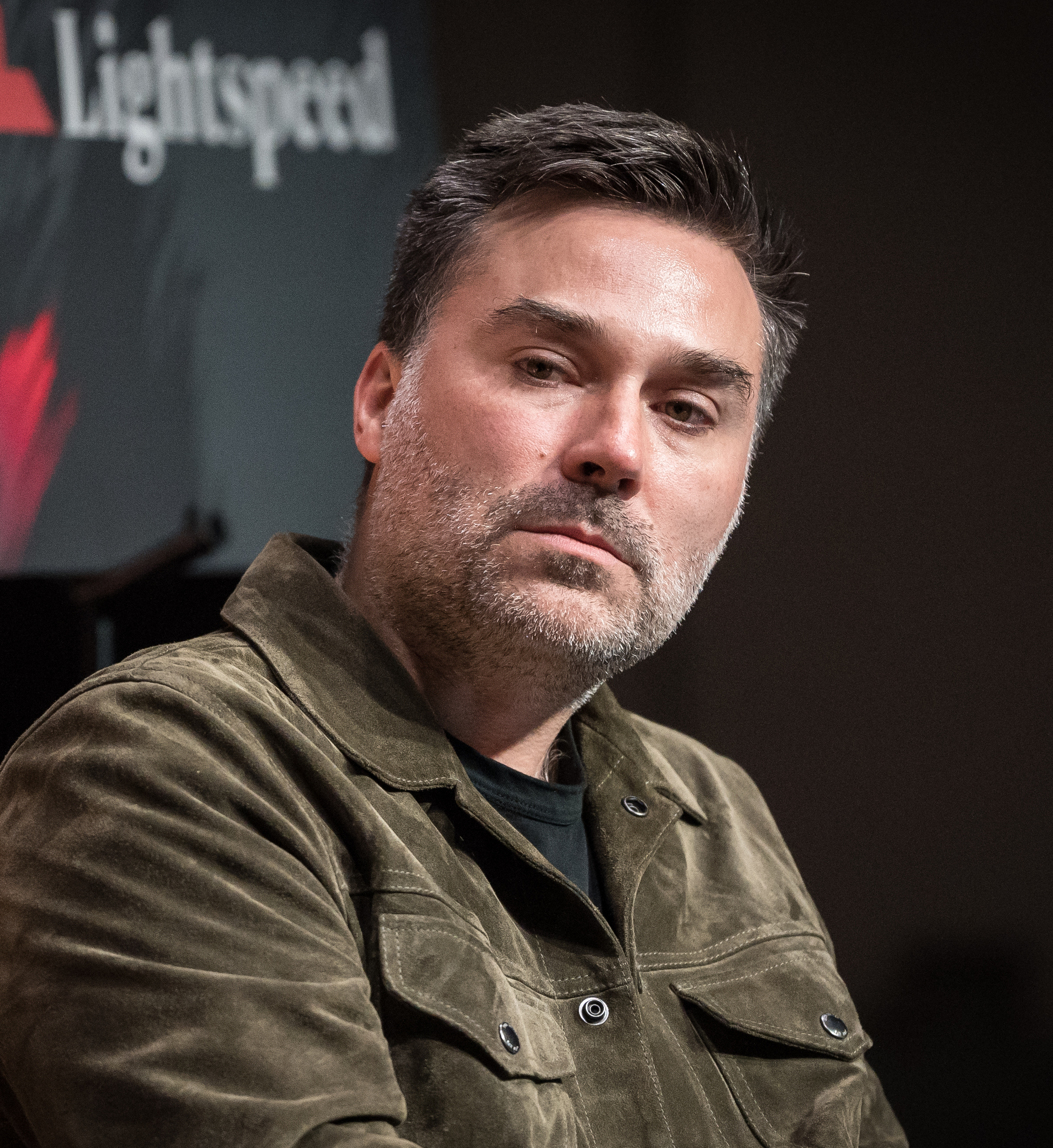
Trae Stephens (2024)

Trae Stephens (* November 1983) ist ein US-amerikanischer Unternehmer und Investor. Er ist Mitbegründer und Chairman von Anduril Industries, einem Unternehmen für Verteidigungstechnologie, und Partner bei Peter Thiels Risikokapitalgesellschaft Founders Fund.

## Frühes Leben
Trae Stephens wuchs in Ohio auf. Er erlebte als Schüler die Terroranschläge vom 11. September, ein Ereignis, das ihn dazu inspirierte, eine Karriere im Bereich der nationalen Sicherheit einzuschlagen. Stephens besuchte die School of Foreign Service der Georgetown University, wo er sich auf Arabistik und Sicherheitsstudien spezialisierte und 2005 einen Abschluss in regionalen und vergleichenden Studien für den Nahen Osten erwarb. Während seiner Studienzeit sammelte er bereits erste Erfahrungen in der Regierung und in internationalen Angelegenheiten. Er absolvierte ein Praktikum im Büro des Kongressabgeordneten Rob Portman und in der afghanischen Botschaft in Washington, D.C., kurz nach der Einsetzung der Übergangsregierung unter Hamid Karzai nach dem Sturz der Taliban.

## Karriere
Nach seinem Abschluss in Georgetown begann Stephens seine Karriere als Computerlinguist bei den US-Geheimdiensten. Nachdem die überbordende Bürokratie im Staatssektor ihn frustriert hatte, wechselte er im Jahr 2008 er als einer der ersten Mitarbeiter zu dem Datenanalyseunternehmen Palantir Technologies im Silicon Valley. Bei Palantir leitete Stephens Teams, die sich auf die Ausweitung des Geschäfts des Unternehmens in den Bereichen Verteidigung und Nachrichtendienste sowie auf internationales Wachstum konzentrierten. Er war auch an der Produktentwicklung von Palantir beteiligt und half bei der Konzeption neuer analytischer Softwaretools. Während dieser Zeit war Stephens kurzzeitig als Lehrbeauftragter an der Georgetown University tätig.
Im Jahr 2014 wurde er Partner bei Founders Fund, wo er sich auf Investitionen in Start-ups im Bereich der Behörden- und Verteidigungstechnologie konzentrierte. Neben seinen Investitionen verfolgte Stephens auch seine eigenen unternehmerischen Projekte. Sein guter Ruf im Spezialgebiet der Verteidigungstechnologie führten ihn zu einer Rolle in der Regierungsberatung. Ende 2016 diente Stephens im Übergangsteam des designierten Präsidenten Donald Trump, wo er die Übergangsbemühungen des Verteidigungsministeriums leitete.
2017 gründete Stephens zusammen mit Palmer Luckey (dem Gründer von Oculus VR) und seinen ehemaligen Palantir-Kollegen Matt Grimm, Joe Chen und Brian Schimpf Anduril Industries. Die Idee für Anduril wurde bereits einige Jahre zuvor geboren: 2014 traf Stephens Luckey bei einem Founders-Fund-Treffen, wo sie sich über die Idee austauschten, Startup-Techniken aus dem Silicon Valley auf den Verteidigungssektor anzuwenden. Anduril (benannt nach einem legendären Schwert aus „Der Herr der Ringe“) wollte die Auftragsvergabe in der US-Rüstungsindustrie revolutionieren, indem es fortschrittliche autonome Systeme und Überwachungstechnologien entwickelt.
Das erste große Projekt des Unternehmens war eine „virtuelle Grenzmauer“ – ein Netzwerk aus Sensortürmen und Drohnen, das unerlaubte Grenzübertritte an der Grenze zwischen den USA und Mexiko verhindern sollte. Unter der Führung von Stephens und Luckey hat Anduril seine Produktlinie um Drohnenabwehrsysteme, autonome Flugzeuge und andere KI-gesteuerte Verteidigungshardware erweitert. Als Vorsitzender von Anduril hat Stephens dem Unternehmen geholfen, bedeutende Verträge mit dem US-Verteidigungsministerium und verbündeten Ländern abzuschließen. Anfang 2024 wurde das Unternehmen mit rund 8,4 Milliarden US-Dollar bewertet.
Er war 2021 auch Mitbegründer eines Unternehmens namens Sol, das ein tragbares E-Reader-Gerät entwickelt.

## Persönliches
Stephens ist gläubiger Christ und sorgte im Juni 2024 für Aufsehen, als er vor einer Versammlung von Tech-Unternehmern eine Predigt über die Überschneidung von christlichem Glauben und Innovation hielt. Stephens ist verheiratet. In einem TechCrunch-Interview aus dem Jahr 2024 erwähnte er, dass er seiner Frau versprochen hat, niemals für ein öffentliches Amt zu kandidieren, obwohl er in Beratungsfunktionen für die US-Regierung tätig war. Er ist Prepper und hat einen Notfallbunker gebaut und bewahrt immer ein Survival-Kit auf.